# Dragonul (constelație)
Dragonul (latină Draco) este o constelație de pe cerul nordului îndepărtat. Pentru mulți observatori din emisfera nordică este circumpolară. Este una dintre cele 48 de constelații enumerate de astronomul Ptolemeu în secolul al II-lea și rămâne una dintre cele 88 de constelații moderne de astăzi. Polul nord al eclipticii este în constelația Dragonul.
În pofida lungimii sale, constelația nu conține stele cu adevărat strălucitoare.

## Istorie
În mitologia greacă, constelația ar proveni fie de la dragonul care a atacat Atena în războiul dintre zeii din Olimp și Titani, fie de la dragonul ucis de Cadmos aproape de locul în care acesta a fondat Teba, fie de cel care păzea Lâna de Aur sau chiar de la dragonul Ladon care păzea  merele de aur din grădina Hesperidelor și care a fost ucis de Heracle.